# 荒木見悟
荒木見悟（日语：／ Araki Kengo，1917年5月21日—2017年3月22日），生於日本廣島縣，九州大學名譽教授，為日本著名漢學家與佛學家，專長為明朝儒學與佛學思想史。

## 生平
荒木見悟生於廣島縣佐伯郡廿日市町（今廣島縣廿日市市）。1942年，畢業於九州帝國大學文學部中國哲學系。1944年任長崎師範學校助教授，1949年任福岡學藝大學助教授。
師從日本九州儒學大師楠本正繼，1959年獲九州大學文學博士，博士論文主題為朱子哲學。1962年任九州大學文學部助教授，1956年升任教授。1983年自九州大學退休，獲名譽教授。轉任皇學館大學教授，北九州大學教授。1987年任久留米大學教授。
1990年，獲日本政府頒發勳二等瑞寶章。2017年3月22日在福岡市病逝，终年99岁。

## 中譯著作
- 《儒教與佛教》，廖肇亨(譯)，臺北：聯經，2008年。
- 《明末清初的思想與佛教》，廖肇亨(譯)，臺北：聯經，2006年。(簡體字版，由上海古籍出版社出版，2010年)
- 《近世中國佛教的曙光：雲棲袾宏之研究》，周賢博(譯)，臺北：慧明，2001年。